# Český atletický svaz
Český atletický svaz (ČAS) sdružuje atletické oddíly a kluby na území České republiky. K jeho hlavní činnosti patří organizace atletických soutěží, zajištění reprezentace ČR a prosazování zájmů domácí atletiky před orgány státu a územních samospráv.
V jeho evidenci je okolo 78 tisíc členů ve více než 370 oddílech a klubech. Svaz je členem Světové atletiky (WA) a také Evropské atletiky (EA). Předsedou ČAS je od roku 2009 Libor Varhaník..

## Historie
Současný ČAS vznikl v roce 1993 po rozpadu Československa, začátky organizované atletiky v českých zemích však spadají do konce 19. století, konkrétně do roku 1897, kdy byla založena Česká amatérská atletická unie.